# Schoonspringen op de Olympische Zomerspelen 2024 – tienmetertoren mannen
Het schoonspringen voor mannen vanaf de tienmetertoren mannen op de Olympische Zomerspelen 2024 vond plaats op 9 en 10 augustus . 26 schoonspringers gingen van start in de voorronde. 18 schoonspringers kwamen in actie in de halve finale, 12 van hen drongen door tot de finale. Regerend olympisch kampioen was de Chinees Cao Yuan die in 2024 werd opgevolgd door zijn landgenoot Cao Yuan.

## Uitslag
| Rang   | Naam                   | Land | Voorronde | Voorronde | Halve finale  | Halve finale  | Finale        | Finale        | Finale        | Finale        | Finale        | Finale        | Finale        |
| Rang   | Naam                   | Land | Punten    | Rang      | Punten        | Rang          | 1             | 2             | 3             | 4             | 5             | 6             | Punten        |
| ------ | ---------------------- | ---- | --------- | --------- | ------------- | ------------- | ------------- | ------------- | ------------- | ------------- | ------------- | ------------- | ------------- |
| Goud   | Cao Yuan               | CHN  | 500.15    | 1         | 504.00        | 1             | 96.90         | 86.40         | 97.20         | 91.80         | 88.80         | 86.40         | 547.50        |
| Zilver | Rikuto Tamai           | JPN  | 497.15    | 2         | 477.00        | 3             | 88.00         | 95.40         | 94.35         | 91.80         | 39.10         | 99.00         | 507.65        |
| Brons  | Noah Williams          | GBR  | 446.70    | 8         | 400.90        | 12            | 78.40         | 86.40         | 81.60         | 63.00         | 93.60         | 94.35         | 497.35        |
| 4      | Cassiel Rousseau       | AUS  | 453.10    | 7         | 469.25        | 4             | 86.70         | 81.00         | 76.80         | 61.20         | 82.80         | 92.50         | 481.00        |
| 5      | Randal Willars         | MEX  | 460.75    | 6         | 432.45        | 7             | 84.00         | 88.40         | 73.50         | 84.60         | 84.40         | 61.50         | 478.40        |
| 6      | Timo Barthel           | GER  | 402.65    | 12        | 411.50        | 9             | 70.40         | 69.30         | 79.20         | 67.50         | 81.60         | 78.20         | 446.20        |
| 7      | Rylan Wiens            | CAN  | 485.25    | 3         | 468.40        | 5             | 76.80         | 88.80         | 90.10         | 70.20         | 42.90         | 76.80         | 445.60        |
| 8      | Oleksiy Sereda         | UKR  | 479.45    | 5         | 405.05        | 11            | 67.20         | 66.60         | 66.30         | 75.60         | 64.80         | 86.40         | 426.90        |
| 9      | Kevin Berlín           | MEX  | 407.15    | 11        | 428.65        | 8             | 65.60         | 59.50         | 79.90         | 77.40         | 53.65         | 84.60         | 420.65        |
| 10     | Nathan Zsombor-Murray  | CAN  | 407.20    | 10        | 410.80        | 10            | 83.20         | 61.05         | 64.35         | 72.00         | 45.90         | 78.40         | 404.90        |
| 11     | Kyle Kothari           | GBR  | 433.10    | 9         | 443.55        | 6             | 70.40         | 81.60         | 72.00         | 44.55         | 59.20         | 73.80         | 401.55        |
| 12     | Yang Hao               | CHN  | 479.80    | 4         | 490.55        | 2             | 76.80         | 59.50         | 61.20         | 54.00         | 83.20         | 55.50         | 390.20        |
| 13     | Riccardo Giovannini    | ITA  | 387.65    | 15        | 400.65        | 13            | Uitgeschakeld | Uitgeschakeld | Uitgeschakeld | Uitgeschakeld | Uitgeschakeld | Uitgeschakeld | Uitgeschakeld |
| 14     | Robert Łukaszewicz     | POL  | 366.05    | 18        | 396.45        | 14            | Uitgeschakeld | Uitgeschakeld | Uitgeschakeld | Uitgeschakeld | Uitgeschakeld | Uitgeschakeld | Uitgeschakeld |
| 15     | Andreas Sargent Larsen | ITA  | 369.50    | 16        | 394.15        | 15            | Uitgeschakeld | Uitgeschakeld | Uitgeschakeld | Uitgeschakeld | Uitgeschakeld | Uitgeschakeld | Uitgeschakeld |
| 16     | Jaxon Bowshire         | AUS  | 390.30    | 14        | 379.40        | 16            | Uitgeschakeld | Uitgeschakeld | Uitgeschakeld | Uitgeschakeld | Uitgeschakeld | Uitgeschakeld | Uitgeschakeld |
| 17     | Brandon Loschiavo      | USA  | 393.65    | 13        | 372.45        | 17            | Uitgeschakeld | Uitgeschakeld | Uitgeschakeld | Uitgeschakeld | Uitgeschakeld | Uitgeschakeld | Uitgeschakeld |
| 18     | Shin Jung-whi          | KOR  | 369.20    | 17        | 290.60        | 18            | Uitgeschakeld | Uitgeschakeld | Uitgeschakeld | Uitgeschakeld | Uitgeschakeld | Uitgeschakeld | Uitgeschakeld |
| 19     | Carson Tyler           | USA  | 363.75    | 19        | Uitgeschakeld | Uitgeschakeld | Uitgeschakeld | Uitgeschakeld | Uitgeschakeld | Uitgeschakeld | Uitgeschakeld | Uitgeschakeld | Uitgeschakeld |
| 20     | Alejandro Solarte      | COL  | 363.10    | 20        | Uitgeschakeld | Uitgeschakeld | Uitgeschakeld | Uitgeschakeld | Uitgeschakeld | Uitgeschakeld | Uitgeschakeld | Uitgeschakeld | Uitgeschakeld |
| 21     | Igor Myalin            | UZB  | 357.10    | 21        | Uitgeschakeld | Uitgeschakeld | Uitgeschakeld | Uitgeschakeld | Uitgeschakeld | Uitgeschakeld | Uitgeschakeld | Uitgeschakeld | Uitgeschakeld |
| 22     | Im Yong-myong          | PRK  | 347.10    | 22        | Uitgeschakeld | Uitgeschakeld | Uitgeschakeld | Uitgeschakeld | Uitgeschakeld | Uitgeschakeld | Uitgeschakeld | Uitgeschakeld | Uitgeschakeld |
| 23     | Anton Knoll            | AUT  | 321.55    | 23        | Uitgeschakeld | Uitgeschakeld | Uitgeschakeld | Uitgeschakeld | Uitgeschakeld | Uitgeschakeld | Uitgeschakeld | Uitgeschakeld | Uitgeschakeld |
| 24     | Kim Yeong-taek         | KOR  | 320.40    | 24        | Uitgeschakeld | Uitgeschakeld | Uitgeschakeld | Uitgeschakeld | Uitgeschakeld | Uitgeschakeld | Uitgeschakeld | Uitgeschakeld | Uitgeschakeld |
| 25     | Bertrand Rhodict Lises | MAS  | 313.70    | 25        | Uitgeschakeld | Uitgeschakeld | Uitgeschakeld | Uitgeschakeld | Uitgeschakeld | Uitgeschakeld | Uitgeschakeld | Uitgeschakeld | Uitgeschakeld |
| 26     | Ramez Sobhy            | EGY  | 266.95    | 26        | Uitgeschakeld | Uitgeschakeld | Uitgeschakeld | Uitgeschakeld | Uitgeschakeld | Uitgeschakeld | Uitgeschakeld | Uitgeschakeld | Uitgeschakeld |